# Кунстхалле

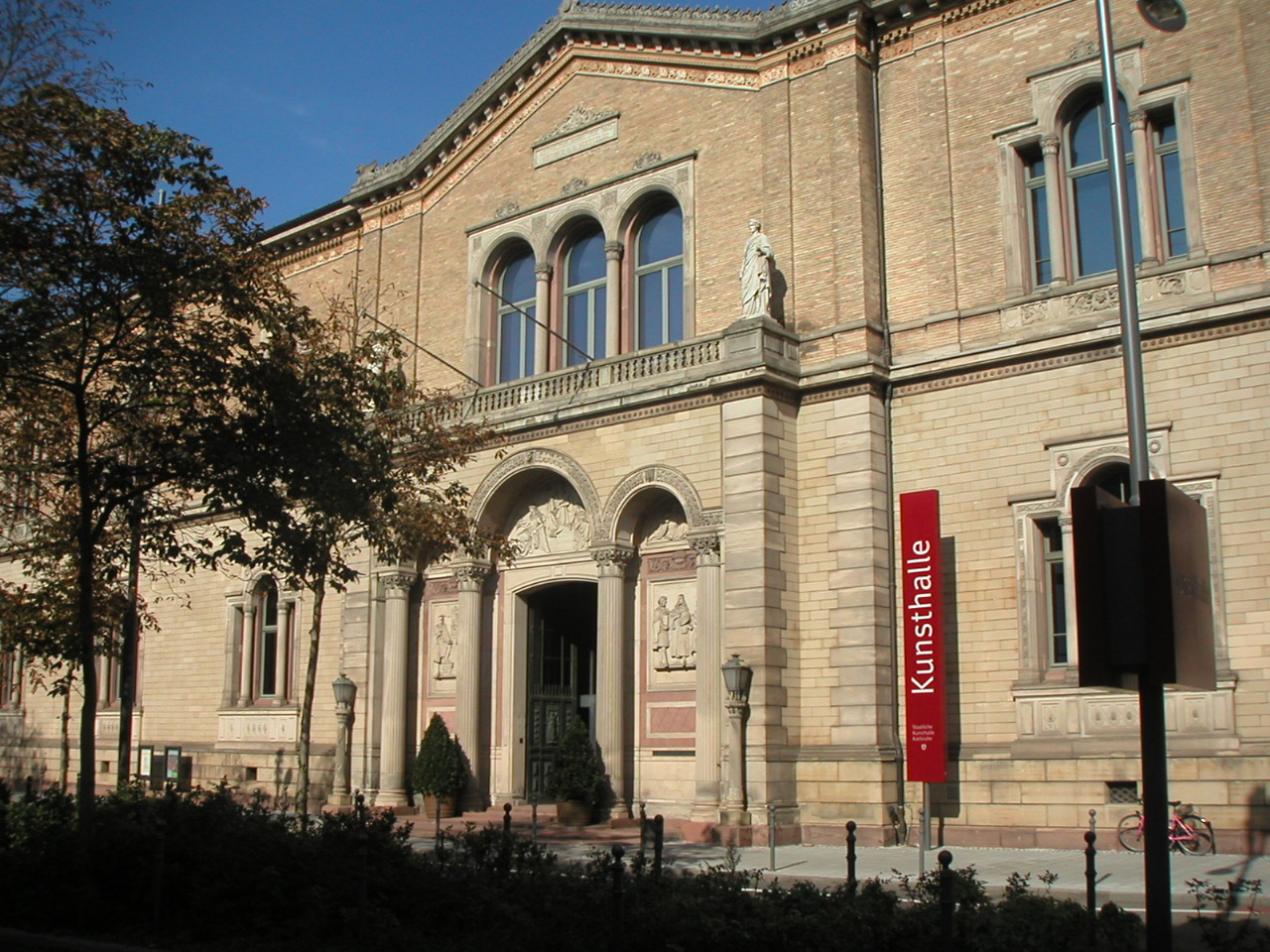
Будинок Кунстхалле в Карлсруе

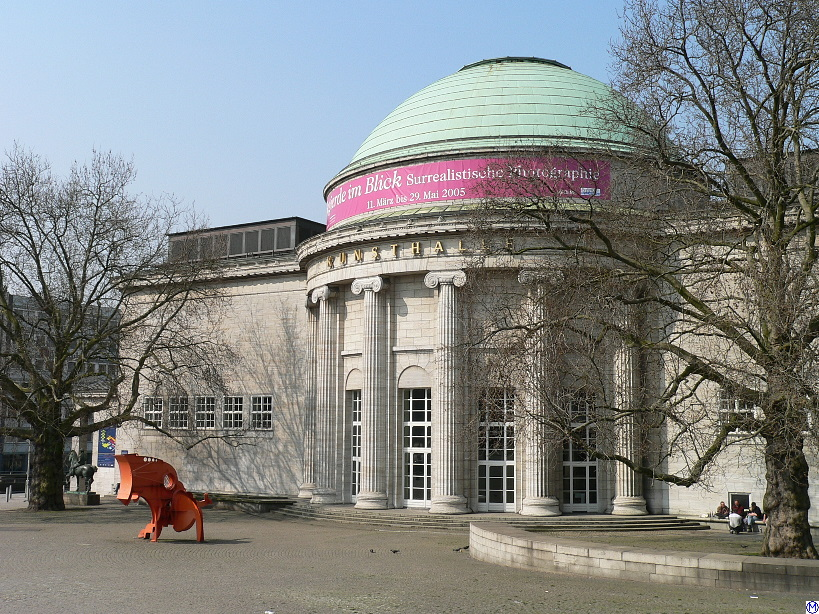
Будинок Кунстхалле у Гамбурзі

Кунстхалле (нім. Kunsthalle — виставковий зал) — назва, що закріпилася за деякими художніми музеями переважно на території Німеччини, а також та інших німецькомовних країн. Первинне значення «Кунстхалле» в німецькій мові — «виставковий зал, який не має у своєму розпорядженні власних фондів», проте деякі Кунстхалле є музеями і мають у розпорядженні дуже відомі власні колекції.

## Найвідоміші музеї Кунстхалле

### У Німеччині
- Кунстхалле у Бремені
- Гамбурзький кунстхалле
- Кунстхалле в (Карлсруе)
- Кунстхалле у Касселі

### У Швейцарії
- Кунстхалле (Берн)

### Інші
- Darmstadt, siehe Kunsthalle Darmstadt
- Düsseldorf, siehe Kunsthalle Düsseldorf
- Emden, siehe Kunsthalle in Emden
- Frankfurt, siehe Schirn
- Göppingen, siehe Kunsthalle Göppingen
- Halle (Saale), siehe Kunsthalle Villa Kobe
- Isny im Allgäu, siehe Kunsthalle im Schloss Isny im Allgäu
- Kaufbeuren, siehe Kunsthaus Kaufbeuren
- Kempten Allgäu, siehe Kunsthalle Kempten
- Kiel, siehe Kunsthalle zu Kiel
- Köln, siehe Kunsthalle Köln
- Lübeck, Kunsthalle St. Annen, siehe St.-Annen-Kloster Lübeck, mit Sammlung
- Lübeck, Kulturforum im Burgkloster (Lübeck)
- Luckenwalde, siehe Kunsthalle Vierseithof
- Mannheim, siehe Kunsthalle Mannheim mit Sammlung
- München, siehe Hypo-Kunsthalle
- Osnabrück, siehe Kunsthalle Dominikanerkirche
- Rostock, siehe Kunsthalle Rostock
- Rotterdam, siehe Kunsthal Rotterdam
- Schwäbisch Hall, siehe Kunsthalle Würth mit Sammlung
- Tübingen, siehe Kunsthalle Tübingen
- Wilhelmshaven, siehe Kunsthalle Wilhelmshaven

### Österreich
- Krems an der Donau, siehe Kunsthalle Krems
- Wien, siehe Kunsthalle Wien

### Schweiz
- Basel, siehe Kunsthalle Basel
- Bern, siehe Kunsthalle Bern
- Zürich, siehe Kunsthaus Zürich